# 細緻瘤石蛾
細緻瘤石蛾（学名：Goera tenuis）为瘤石蛾科瘤石蛾屬下的一个种。